# 臍帯

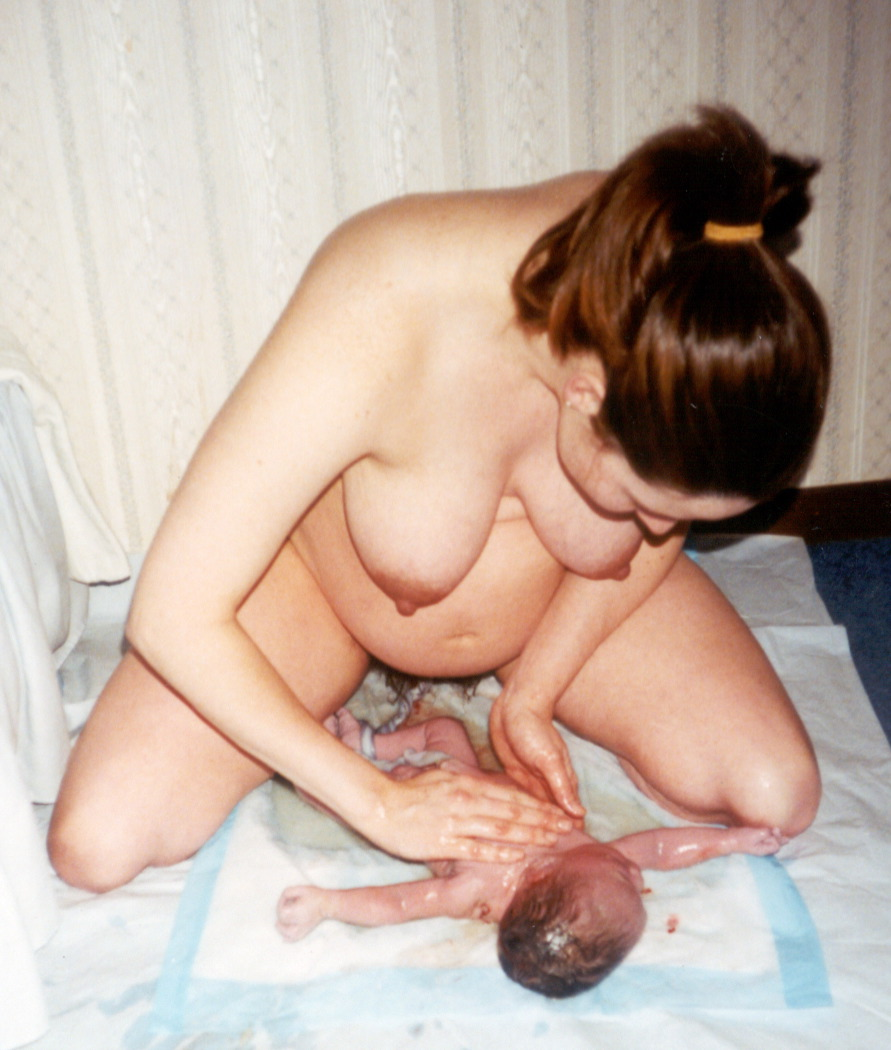
臍帯が繋がっている母親と子ども（後産の前）

臍帯（さいたい、羅: Funiculus umbilicalis）は、いわゆるへその緒（へそのお）と呼ばれるもので、胎児と胎盤とを繋ぐ白い管状の組織。

## 概要
原始的な魚類板皮類のマテルピスキスの化石に胎児と繋がった細いチューブ状の構造が見つかっている。

### ヒトの臍帯
胎児は胎盤を通して母側から酸素や栄養分を受け取り、老廃物を母体側に渡すが、胎児と胎盤をつないでいるのが臍帯である。個人差はあるが出生時の臍帯は概ね太さが2cm,長さが50-60cmほどで、臍帯には2本の臍帯動脈と1本の臍帯静脈が流れている。
時に、胎児の体のある部分に巻きつく「臍帯巻絡」や胎児娩出前に子宮口から先に脱出する「臍帯脱出」といった状態に陥る事があり、胎児仮死や胎児死亡の原因になり得る。分娩後、新生児の直近で切断される。
初期に栄養を補給する卵黄のう管（臍腸管）は胎生7‐9週で消失、尿膜管は胎生4‐6週に退化して索状化して膀胱と臍帯とのつながりがなくなるが消失せず残ってしまった場合は、臍腸管遺残・尿膜管遺残と呼ばれる。

### 応用、転用
出産直後に切り離された臍帯から採取された臍帯血は造血幹細胞に富み、採取されて専門機関でただちに処理された臍帯血は白血病などいくつかの難治の疾患の治療の為の移植に用いられる。これを臍帯血移植と呼ぶ。また日本では、新生児から自然脱落した臍帯（分娩の際に切断し新生児側に残っていた部分）を記念に保存しておく風習がある。

### 処分
日本では胎盤や臍帯を勝手に処分することはできない。また、妊娠12週以前の死胎も同様である。これらは、手術に使われた綿やガーゼなど他の産汚物などとともに地方自治体が処分方法を条例で定めている。東京都では「胞衣及び産穢物取扱業取締条例」により処分方法を規定している。
自然に取れるまで繋げたままにするロータスバースという思想があるが、英国王立産婦人科医会などは腐敗していく器官を繋げたままにする感染症や血栓のリスクを指摘しており、臍帯結紮を上回る医学上のメリットは確認されていないとしている。

## 類語
命綱や外部からの動力などの供給ケーブル類を「へその緒（アンビリカルケーブル）」と呼称する事がある。

## ギャラリー

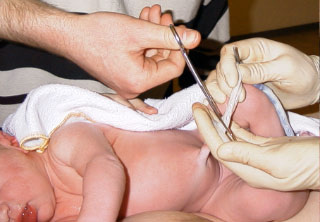
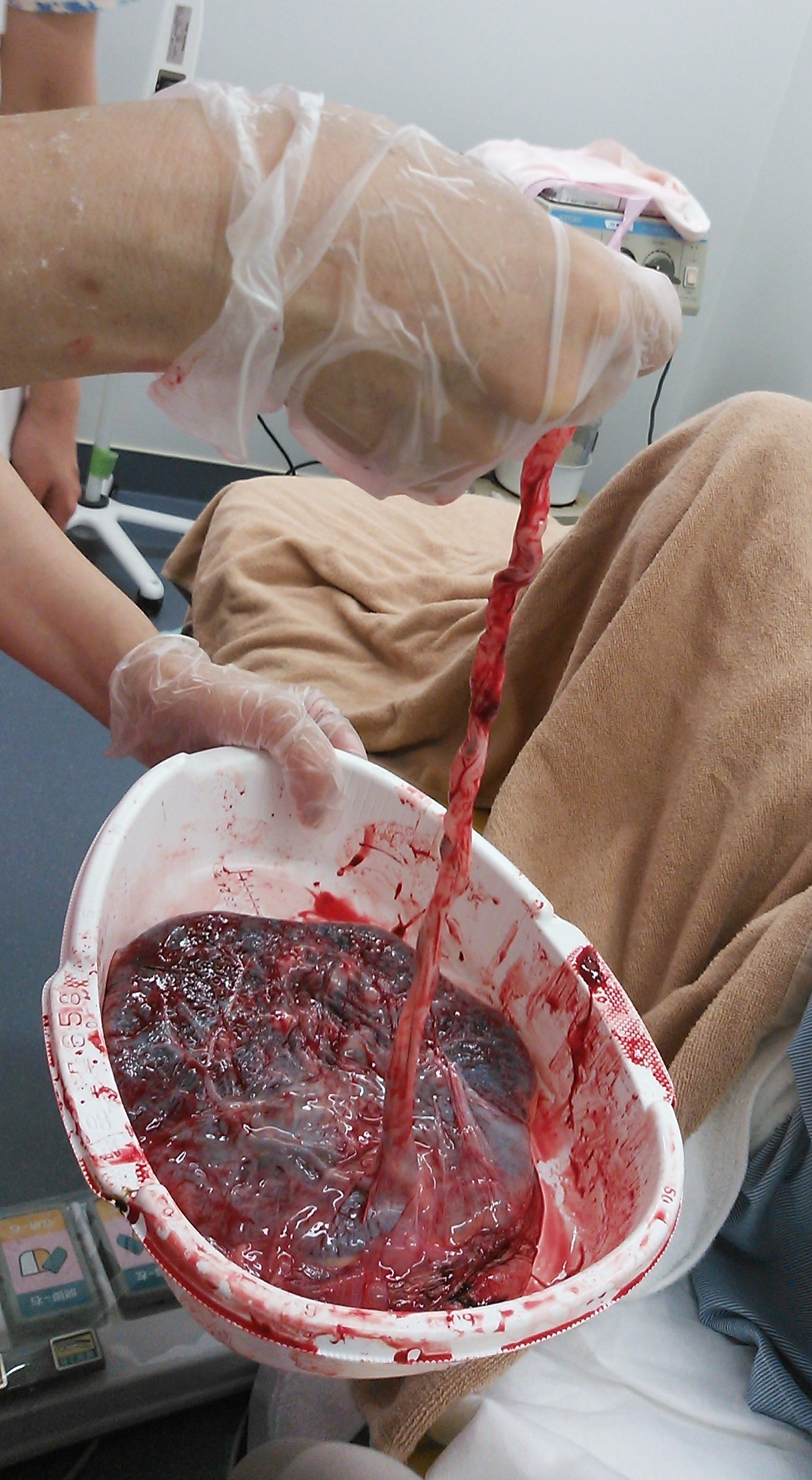
出産直後のヒトの臍帯
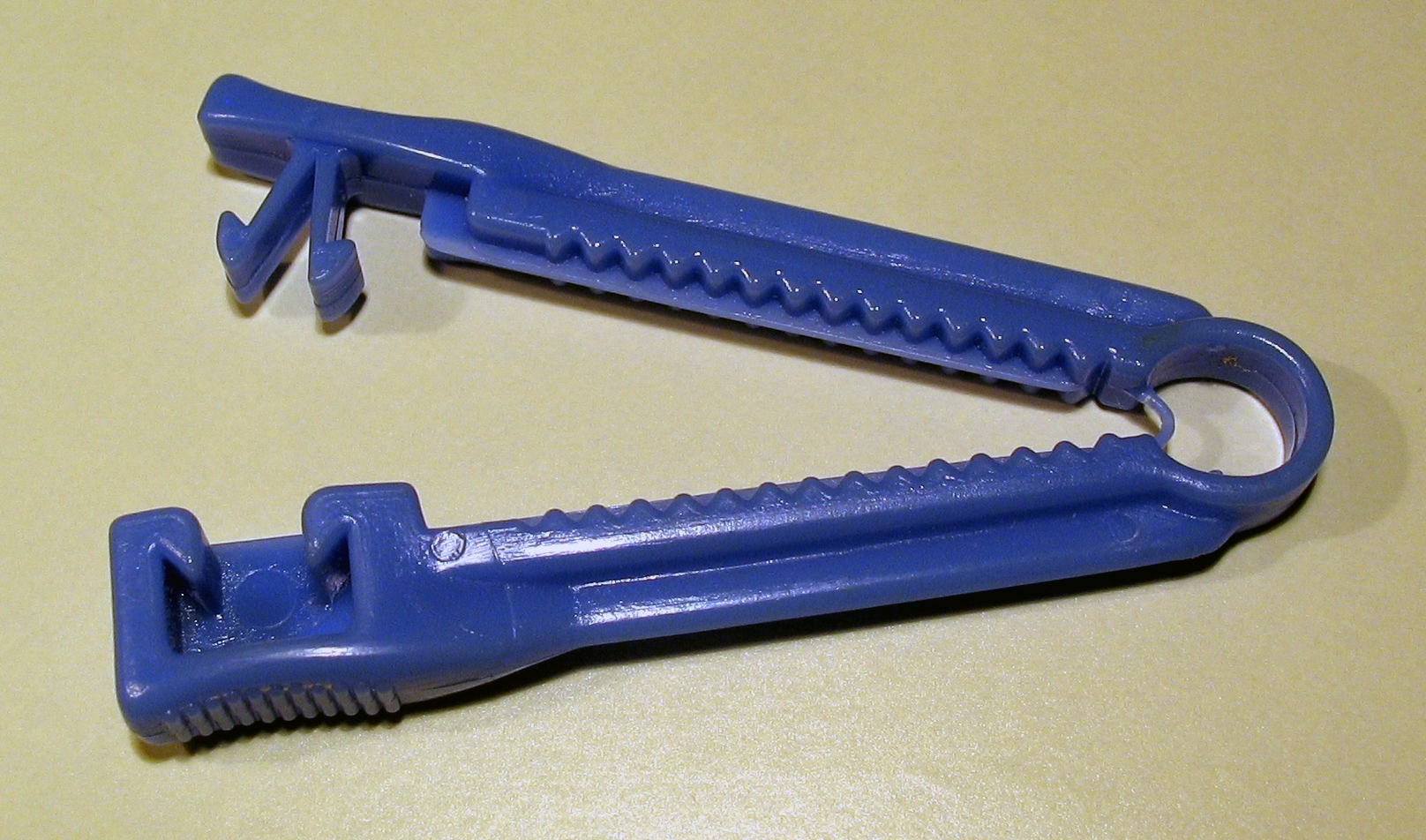
臍帯切断ののち、新生児側の口を挟むクリップ
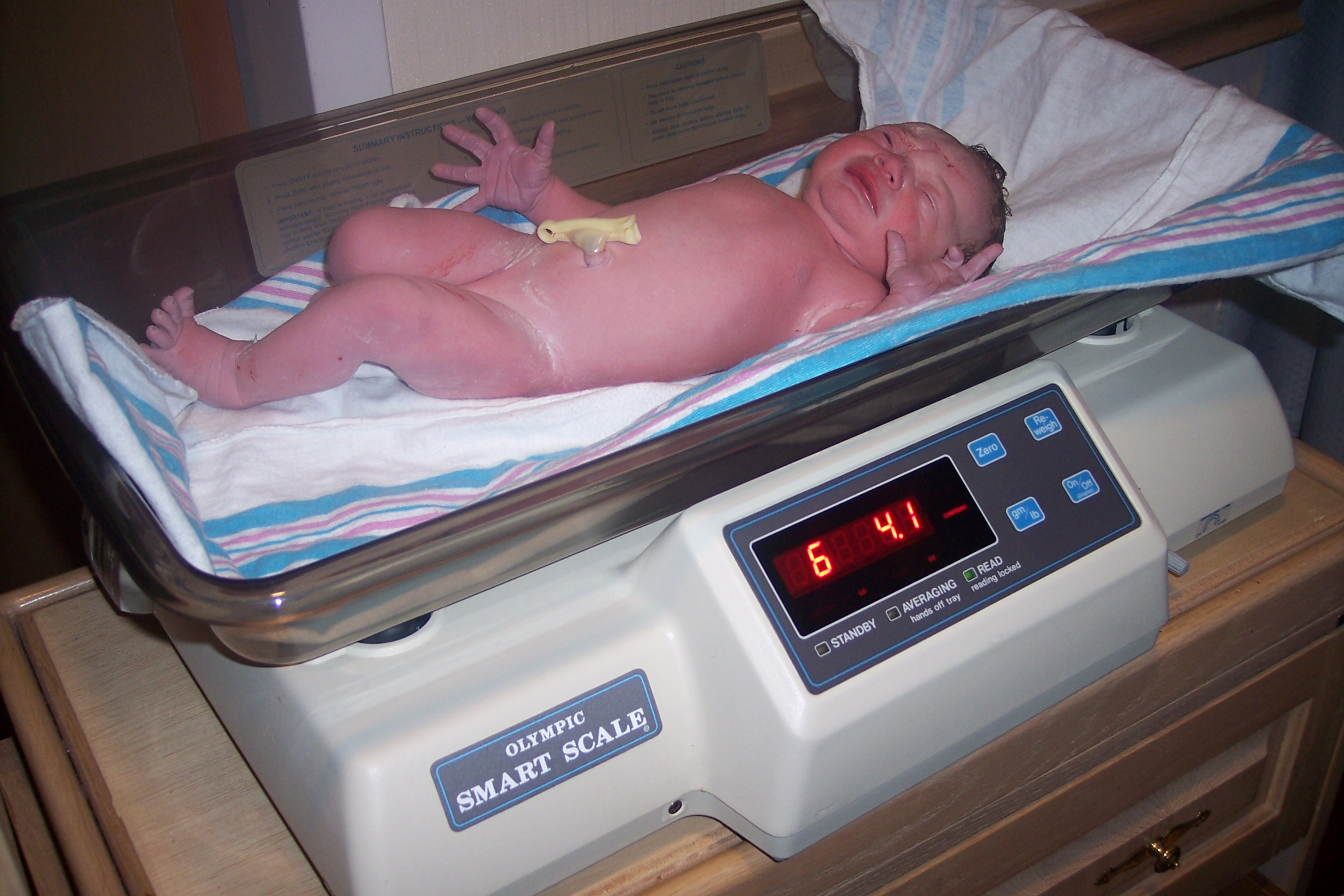
切断後、残った臍帯をクリップで挟まれた新生児
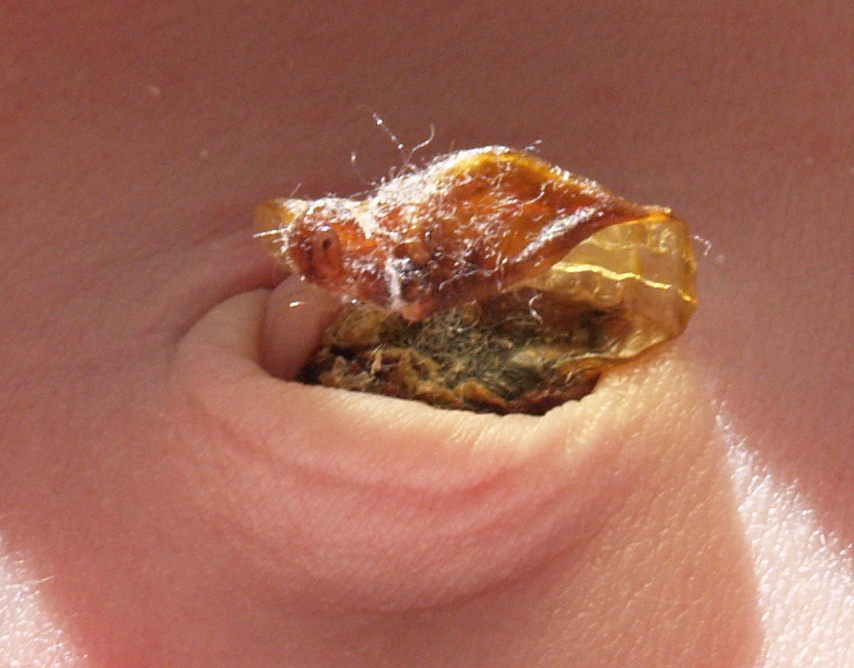
臍帯の残りが自然脱落したばかりのへそ（出産7日後）
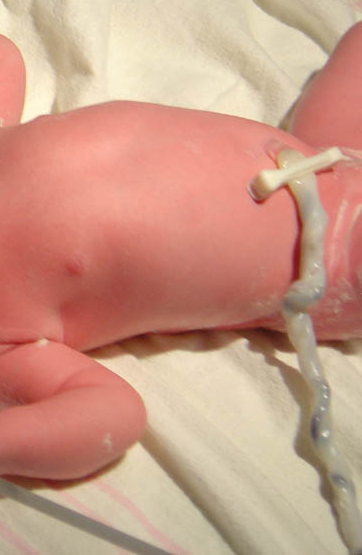
出生直後の新生児。クリップされた臍帯がつながっている
人における臍帯の形成概略図。1.絨毛膜絨毛、2.卵黄嚢、3.臍帯、4.尿膜、5.心臓、6.消化管